# Františkánská madona
Františkánská madona (kolem 1415 nebo 1430) je monumentální řezbářské dílo pozdního krásného slohu, které kompozičně navazuje na Plzeňskou madonu. Některými detaily připomíná díla z okruhu Mistra Týnské Kalvárie. Socha pochází z hlavního oltáře kostela Nanebevzetí Panny Marie františkánského kláštera v Plzni a je vystavena v expozici středověkého umění Národní galerie v Praze.

## Popis a zařazení
Socha z lipového dřeva v životní velikosti, vzadu vyhloubená a zakrytá opracovaným krytem, výška s podstavcem 191 cm. Řezbářsky perfektní je konstrukce dřevěného bloku ze šesti dílů. Polychromie je novější a pochází patrně z roku 1641, kdy Mathauss Augustin Kacerowski s Doro dal zhotovit novou Mariinu korunu, nebo 1692, kdy byla socha renovována a Ježíšek dostal barokní korunu.
Bohatá drapérie, vpředu členěná třemi hlubokými mísovitými záhyby a příčným zástěrovým motivem je po stranách lemovaná kaskádami vertikálních záhybů. Zachovává tak formální rysy krásného slohu, ale je řezána s větší tvrdostí. Jistý eklekticismus a slohová vyčerpanost, projevující se mechanickým zmnožením detailů, má za následek ztrátu vnitřního napětí. Do obecného rejstříků řezbářů pozdního krásného slohu patří parabolický řez do hmoty drapérie a na něj navazující přehrnutý cíp šatu u soklu. V malbě se tento prvek objevuje u Mistra Třeboňského oltáře (Epitaf Jana z Jeřeně, 1395) a z dobově blízkých děl např. u Všeměřické piety (kolem 1410), Madony z minoritského kláštera v Českém Krumlově (kolem 1410) nebo Madony ze Svérázu (1420).
V celkovém vyznění díla je patrná snaha o určité tvůrčí přehodnocení předchozí periody doznívání krásného slohu, která směřovala ke schematické reliéfní plošnosti. Sochař se vrací k prostorově velkorysejší dramatické modelaci a plnější objemové hmotnosti až "barokizaci" tvaru. Hmotu člení hlubokými jehlancovými vřezy a podlouhlými zářezy, které kombinuje s monumentálně klenutými hladkými objemy. Povrch modeluje mělkými oblými řasami. Pokročilé rysy, jako kaskáda záhybů pod levou rukou která přechází na přední stranu, cíp pláště směřující k volné noze a narušující statiku, nebo náznak pohybu drapérie již předznamenávají pozdní gotiku. Zadní strana sochy je zakryta plochou deskou, zvlněnou třemi mělkými svislými záhyby, které se u soklu ostře zalamují. Toto pojetí rovněž odpovídá spíše slohu 2. čtvrtiny 15. století.
Oproti starší Plzeňské madoně, která patří k vrcholným dílům krásného slohu, postrádá socha jemnou smyslovost a směřuje k "měšťanštějšímu" výtvarnému názoru. Sochař akcentuje vertikalitu a frontální postavení, kterému přizpůsobil pojetí drapérie. Marie drží dítě na levé straně nad pevnou nohou a kontrapost znázorňuje mírný úkrok pravé volné nohy a zvýrazněné koleno. Ježíšek má citlivě modelované nahé tělo a jeho vlasy jsou česány do stran i stylizovány do šnekovitých spirál. Vtisknutí dlouhých prstů madony do těla dítěte má eucharistický význam. Madona se typikou oválného obličeje a vlasy, zpracovanými paralelními mělkými vrypy, přibližuje Trůnící madoně z Týnského chrámu, která je považována za pozdní dílo Mistra Týnské Kalvárie.
Dítě ve strnulé diagonální pozici postrádá hravost Ježíšků z období krásného slohu a matka je od sebe odklání v gestu přinášené oběti (ostentatio). Tomu odpovídá i její mírně zakloněná hlava a pohled obrácený k nebi. Marie zde představuje Církev (Ecclesia) a dítě nabízené věřícím je výzvou k jejich osobní účasti na utrpení Krista. Jablko symbolizuje Krista jako druhého Adama a zároveň krále. Dobově příznačné patetické vyznění, v němž se intimní vztah mezi matkou a dítětem proměnil v ideologickou manifestaci spasitelské role Krista, reaguje na předrevoluční situaci v Čechách. Socha je solitérem, který nelze přímo spojit s některou další prací stejného stáří. Předpokládá se, že vznikla v plzeňské řezbářské dílně, která byla ovlivněna pražským prostředím a přejala některé detaily z okruhu Mistra Týnské Kalvárie.
Na základě formálních znaků i historických zpráv lze sochu zařadit do doby kolem roku 1415, resp. před rok 1419, neboť v té době byl klášter vypleněn radikálními husity vedenými Václavem Korandou. Část inventáře se podařilo zachránit, jak dokládá i jiná dochovaná františkánská madona z doby kolem roku 1350. Obnova po roce 1420 probíhala jen pomalu a navíc byl klášter husity znovu těžce poškozen při posledním obléhání Plzně v letech 1433–1434. Jiří Fajt připouští i možnost, že sochu vytvořil řezbář, který uprchl z husitské Prahy, při obnově vypleněného františkánského kláštera někdy po roce 1420. Ottová klade vznik sochy až do doby zavedení tzv. Nového svátku po posledním obléhání Plzně husitskými vojsky roku 1434. Styl řezby má nejbližší analogie v Norimberku a izolovanost sochy v západočeském prostředí může znamenat, že jde o práci norimberského sochaře nebo import.

### Příbuzná díla
- Plzeňská madona
- Pieta z Všeměřic
- Trůnící Madona z Týnského chrámu v Praze (1420)
- Madona ze Svérázu (kolem 1420)

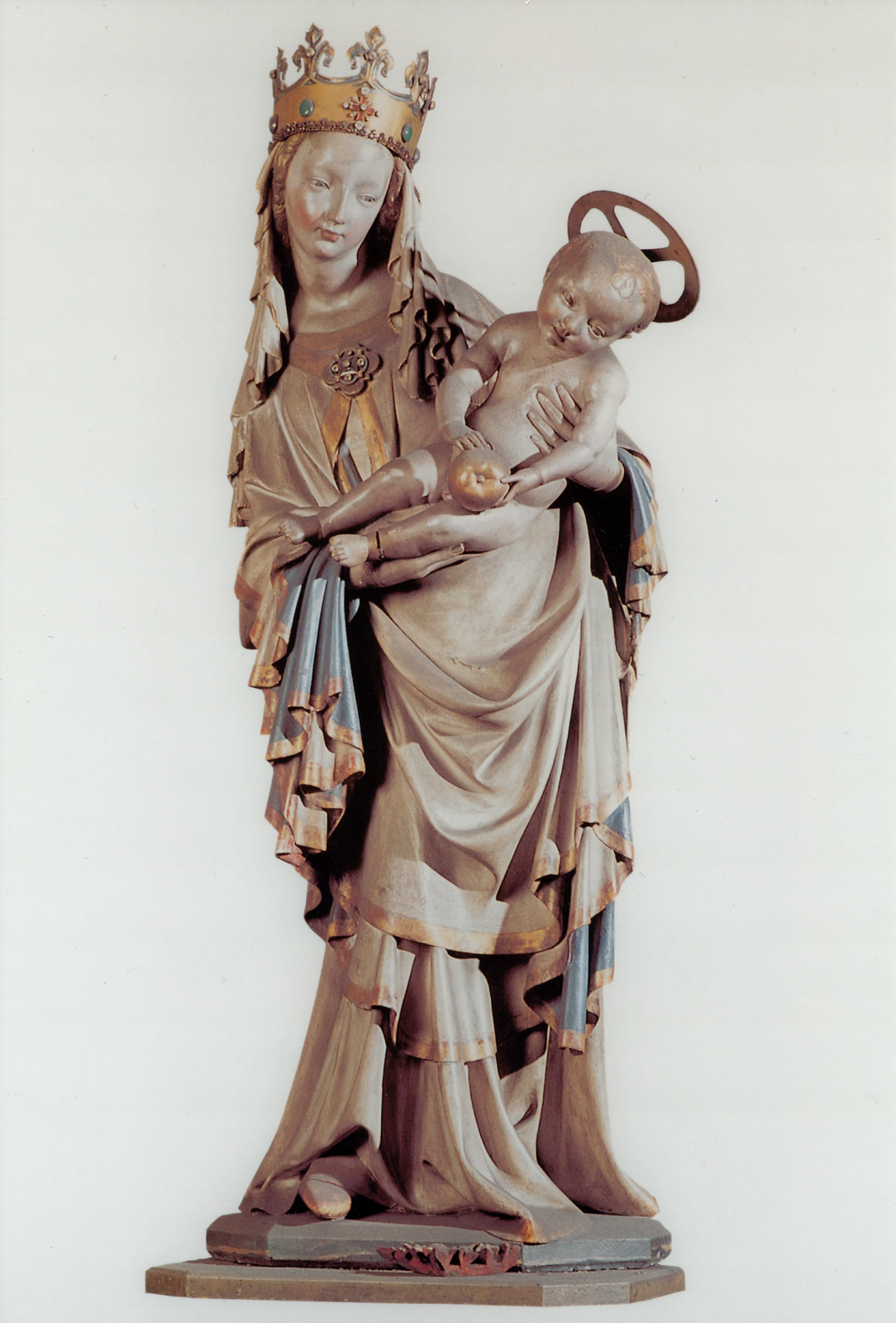
Plzeňská madona (1380–1384)
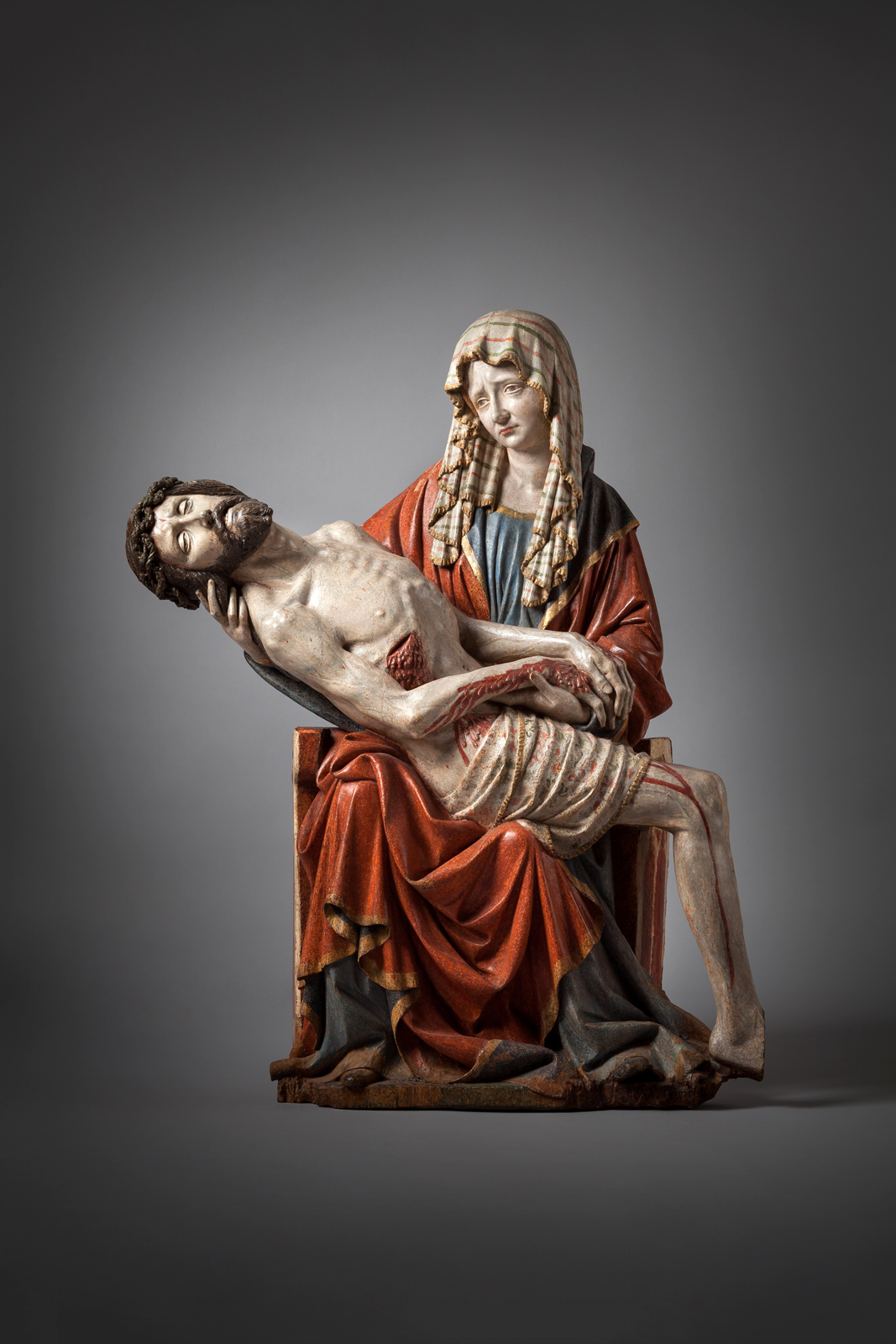
Pieta z Všeměřic (kolem 1415), AJG Hluboká nad Vltavou
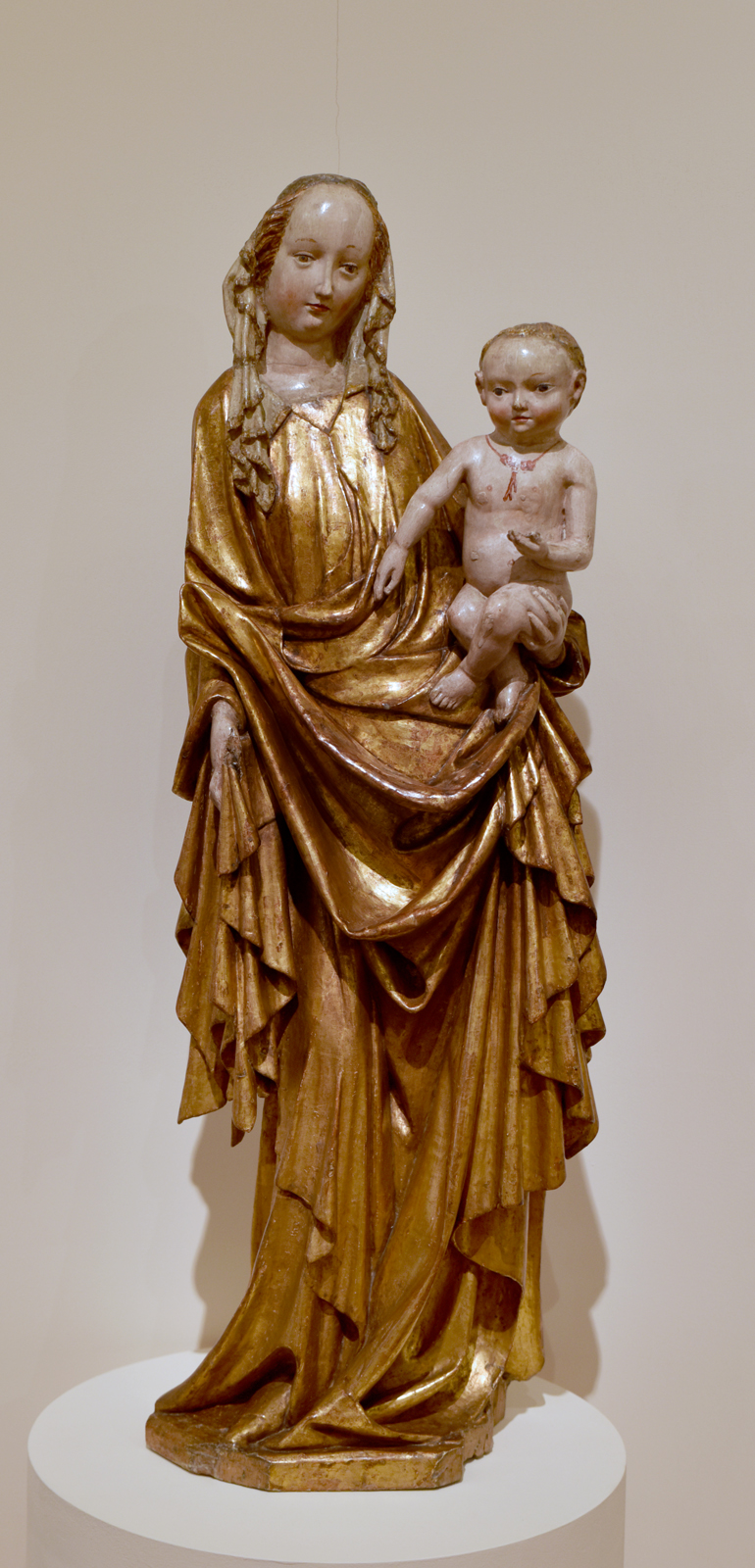
Madona ze Svérázu (kolem 1420), AJG Hluboká nad Vltavou